# Kouanda
La Kouanda (en russe : Куанда) est une rivière de Russie qui coule dans le raïon du Kalar dans le kraï de Transbaïkalie, en Sibérie orientale. C'est un affluent du Vitim en rive droite, donc un sous-affluent de la Léna.

## Géographie
La rivière naît dans les monts Oudokan, qui font partie du système des monts Stanovoï, comme émissaire du lac Leprindokan (оз. Леприндокан). Elle coule globalement d'est en ouest. Son bassin se situe au nord de celui du Kalar et est limité au sud par les monts Kalar. La Kouanda finit par se jeter en rive droite dans le Vitim, une vingtaine de kilomètres en aval du point de confluence de la Mouïa.
Cours d'eau de montagne, la Kouanda est entrecoupée de rapides. Elle traverse des régions presque totalement dépeuplées.
La rivière est prise par les glaces à partir du mois d'octobre, jusqu'au début du mois de mai.

## La Magistrale Baïkal-Amour
La rivière est franchie par la voie ferrée Magistrale Baïkal-Amour (ou BAM) au niveau de la localité de Kouanda aux coordonnées 56° 20,17′ N, 116° 13,09′ E, 26 km à l'est du pont sur le Vitim et 56 km à l'ouest de la localité de Sioulban. Une gare y a été construite.

## Affluents
- L'Eïmak (Эймнах) - rive gauche
- L'Oudiakit (Удякит) - rive droite
- La Baronka (Баронка) - rive droite
- Le Sioulban (Сюльбан) - rive droite

## Hydrométrie - Les débits mensuels à Kouanda
La Kouanda est un cours d'eau bien alimenté et abondant. Son débit a été observé pendant 14 ans (de 1977 à 1990) à Kouanda, localité située à quelque 66 km de sa confluence avec le Vitim, à 485 mètres d'altitude. 
Le débit inter annuel moyen ou module observé à Kouanda sur cette période était de 41,2 m3/s pour une surface de drainage de 3 160 km2, soit un peu moins de 50 % du bassin versant total de la rivière.
La lame d'eau écoulée dans ce bassin versant se monte ainsi à 411 millimètres par an, ce qui doit être considéré comme élevé dans le contexte du bassin de la Léna. 
Rivière alimentée en partie par les pluies d'été, en partie par la fonte des neiges, la Kouanda est un cours d'eau de régime nivo-pluvial qui présente deux saisons. 
Les hautes eaux se déroulent de la fin du printemps au début de l'automne, du mois de juin au mois de septembre inclus, avec un sommet très net en juin qui correspond au dégel et à la fonte des neiges. Le bassin bénéficie de bonnes précipitations en toutes saisons. Elles tombent sous forme de pluie en été, ce qui explique que le débit de juillet à septembre soit abondant. En octobre, le débit de la rivière baisse fortement, ce qui mène à la période des basses eaux, liée aux très basses températures de l'hiver est-sibérien. Cette saison de basses eaux, d'une durée de plus ou moins six mois, a lieu d'octobre à début mai et correspond aux importantes gelées qui s'abattent sur toute la région. 
Le débit moyen mensuel observé en février (minimum d'étiage) est de 2,26 m3/s, soit moins de 2 % du débit moyen du mois de juin (147 m3/s), ce qui souligne l'amplitude extrêmement élevée des variations saisonnières.
Sur la durée d'observation de 14 ans, le débit mensuel minimal a été de 0,00 m3/s en février-mars 1986, tandis que le débit mensuel maximal s'élevait à 240 m3/s en août 1983. 
En ce qui concerne la période estivale, libre de glaces (de juin à septembre inclus), le débit mensuel minimum observé a été de 21,3 m3/s en septembre 1980, niveau encore tout à fait abondant.